# Afrocerura cameroona
Afrocerura cameroona är en fjärilsart som beskrevs av Bethune-Baker 1927. Afrocerura cameroona ingår i släktet Afrocerura och familjen tandspinnare. Inga underarter finns listade i Catalogue of Life.